# Saison 2000-2001 de la LHSPQ
Saison précédente Saison suivante
La saison LHSPQ 2000-2001 est la cinquième saison de la Ligue de hockey semi-professionnelle du Québec, ligue de hockey sur glace du Québec. Chacune des quatorze équipes joue quarante-quatre parties. 

## Saison régulière

### Classement des équipes
Mission de Joliette remporte la saison régulière,.
| Équipe                       | PJ | V  | D  | DP | DF | BP  | BC  | Pts |
| ---------------------------- | -- | -- | -- | -- | -- | --- | --- | --- |
| Garaga de Saint-Georges      | 44 | 32 | 9  | 1  | 2  | 229 | 139 | 67  |
| Prolab de Thetford Mines     | 44 | 29 | 8  | 2  | 5  | 233 | 164 | 65  |
| Dubé d’Asbestos              | 44 | 24 | 15 | 2  | 3  | 222 | 231 | 53  |
| Grand Portneuf de Pont-Rouge | 44 | 23 | 17 | 1  | 3  | 173 | 162 | 50  |
| Condors de Jonquière         | 44 | 22 | 18 | 1  | 3  | 228 | 208 | 48  |
| Papetiers de Windsor         | 44 | 16 | 21 | 4  | 3  | 176 | 228 | 39  |
| As de Beaupré                | 44 | 15 | 24 | 3  | 2  | 186 | 248 | 35  |

| Équipe                   | PJ | V  | D  | DP | DF | BP  | BC  | Pts |
| ------------------------ | -- | -- | -- | -- | -- | --- | --- | --- |
| Mission de Joliette      | 44 | 28 | 10 | 1  | 5  | 238 | 170 | 62  |
| Dragons de Saint-Laurent | 44 | 26 | 14 | 1  | 3  | 192 | 178 | 56  |
| Chiefs de Laval          | 44 | 25 | 16 | 1  | 2  | 206 | 190 | 53  |
| Royaux de Sorel          | 44 | 20 | 22 | 1  | 1  | 181 | 179 | 42  |
| Beaulieu d’Acton Vale    | 44 | 18 | 24 | 1  | 1  | 180 | 220 | 38  |
| Rapides de LaSalle       | 44 | 16 | 24 | 3  | 1  | 162 | 219 | 36  |
| Blitz de Granby          | 44 | 13 | 29 | 1  | 1  | 164 | 230 | 28  |